# The Ansonia
The Ansonia war nach der Eröffnung 1904 eine Hotelresidenz in New York City. Seit der Restaurierung im Jahr 1992 sind im Gebäude Eigentumswohnungen untergebracht. Das Apartmenthaus befindet sich am Broadway zwischen der 73rd und 74th Street auf der Upper West Side in Manhattan. Der Bauherr William Earl Dodge Stokes benannte es nach seinem Großvater Anson Green Phelps. The Ansonia wurde am 14. März 1972 von der New Yorker Landmarks Preservation Commission als Denkmal ausgewiesen und am 10. Januar 1980 in das National Register of Historic Places eingetragen.

## Hintergrund
William Earl Dodge Stokes beauftragte Ende der 1880er Jahre den französischen Architekten Paul E. Duboy ein Residenzhotel nach europäischem Vorbild zu bauen. Er hatte zuvor mehrere Jahre gebraucht, um das Grundstück, welches aus 22 Parzellen bestand, zusammen zu kaufen. Zuvor befand sich noch ein Waisenhaus auf dem Grundstück. Ursprünglich sollte es mit 20 Stockwerken das höchste Gebäude Manhattans werden. Letztendlich wurden es 17 Stockwerke bei einer Gebäudehöhe von 68,9 Meter (226 Fuß). Nach der offiziellen Eröffnung am 19. April 1904 umfasste das Gebäude 340 Suiten mit etwas mehr als 1200 Zimmern, bei einer Fläche von etwas mehr als 51.000 m². Die Baukosten betrugen etwa drei Millionen US-Dollar. Mit Joseph Gill-Martin hatte das Hotel seinen eigenen Kurator, der für über 600 Gemälde verantwortlich war. Außerdem gab es mehrere Restaurants, Bars, den damals größten Innenpool der Welt und weitere Geschäfte.

## Bewohner
Zu den bekanntesten Bewohnern zählen Teresa Stratas, Eleanor Steber, Geraldine Farrar, Fjodor Schaljapin, Ezio Pinza, Lily Pons und Lauritz Melchior. Neben dem Künstler Clemens Weiss, Musikern wie Arturo Toscanini, Igor Fjodorowitsch Strawinski, Mischa Elman, Yehudi Menuhin, Evgeny Kissin, Impresario Florenz Ziegfeld und Sol Hurok, lebten auch Autoren wie Theodore Dreiser, Cornell Woolrich und Elmer Rice hier. Außerdem war es die erste Bleibe des Baseballspielers Babe Ruth, als er nach New York zog. Ebenfalls lebten der Boxer Jack Dempsey und Mobster Arnold Rothstein und Schauspieler wie Angelina Jolie, Natalie Portman, Eric McCormack und Clarice Blackburn dort.

## Vorfälle
- In den ersten drei Jahren befand sich auf dem Dach eine kleine Farm mit über 500 Hühnern, sechs Kühen und einem Bären, die täglich frische Eier und Milch für die Bewohner anbieten sollte. Die Farm wurde 1907 vom Gesundheitsamt geschlossen.
- Der Baseballspieler der Chicago White Sox Chick Gandil lebte 1919 in dem Gebäude. Laut Eliot Asinof und dessen Buch Eight Men Out, welcher später als Acht Mann und ein Skandal verfilmt wurde, soll Gandil sieben Teamkameraden dort empfangen haben, um mit Absicht die World Series 1919 zu verlieren. Der Vorfall ging später als Black Sox Scandal in die Baseballgeschichte ein.
- Der Bankräuber Willie Sutton wurde im Februar 1952 im Childs Restaurant, einem Restaurant im Ansonia, festgenommen.

## Ansichten

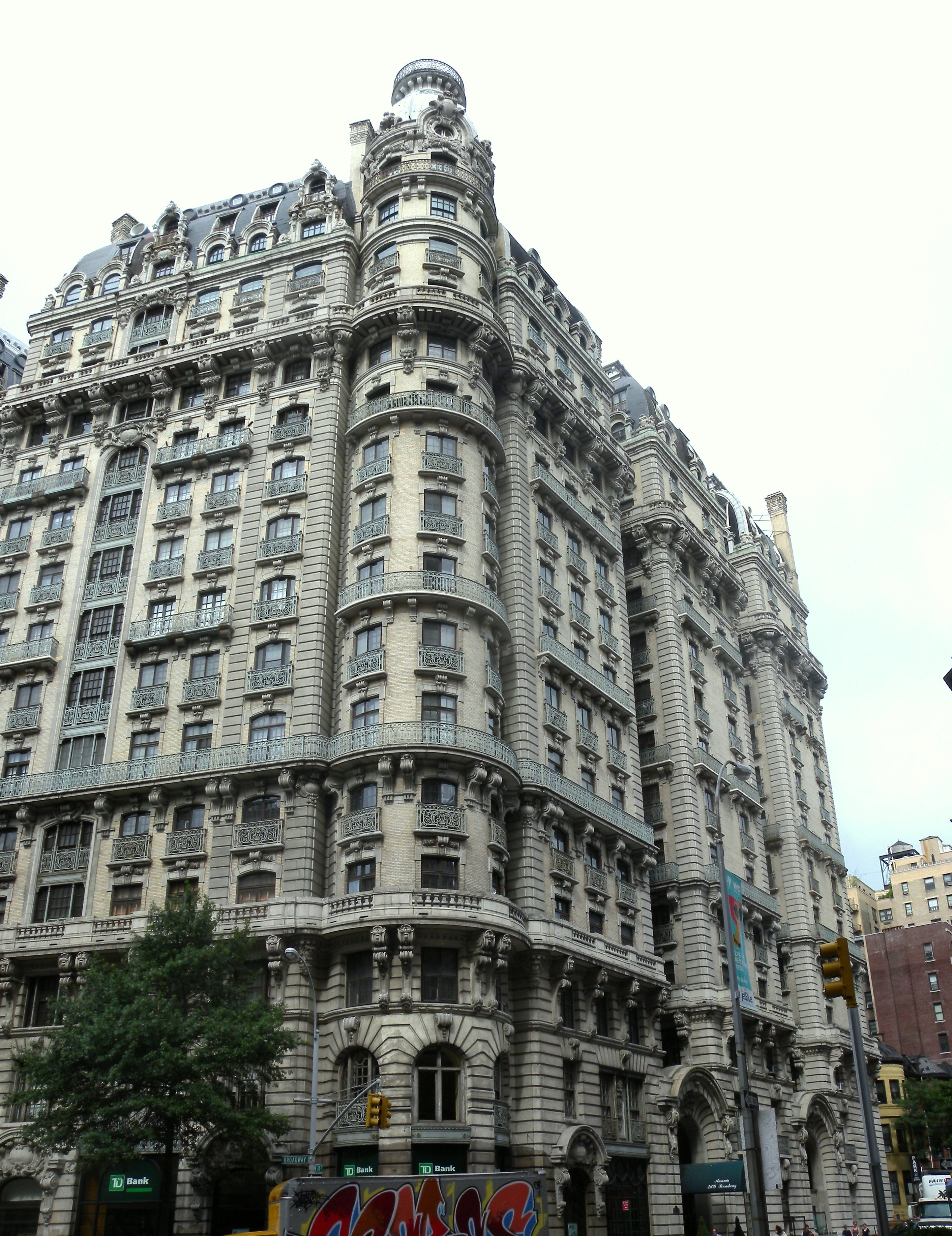
The Ansonia, westlich vom Broadway
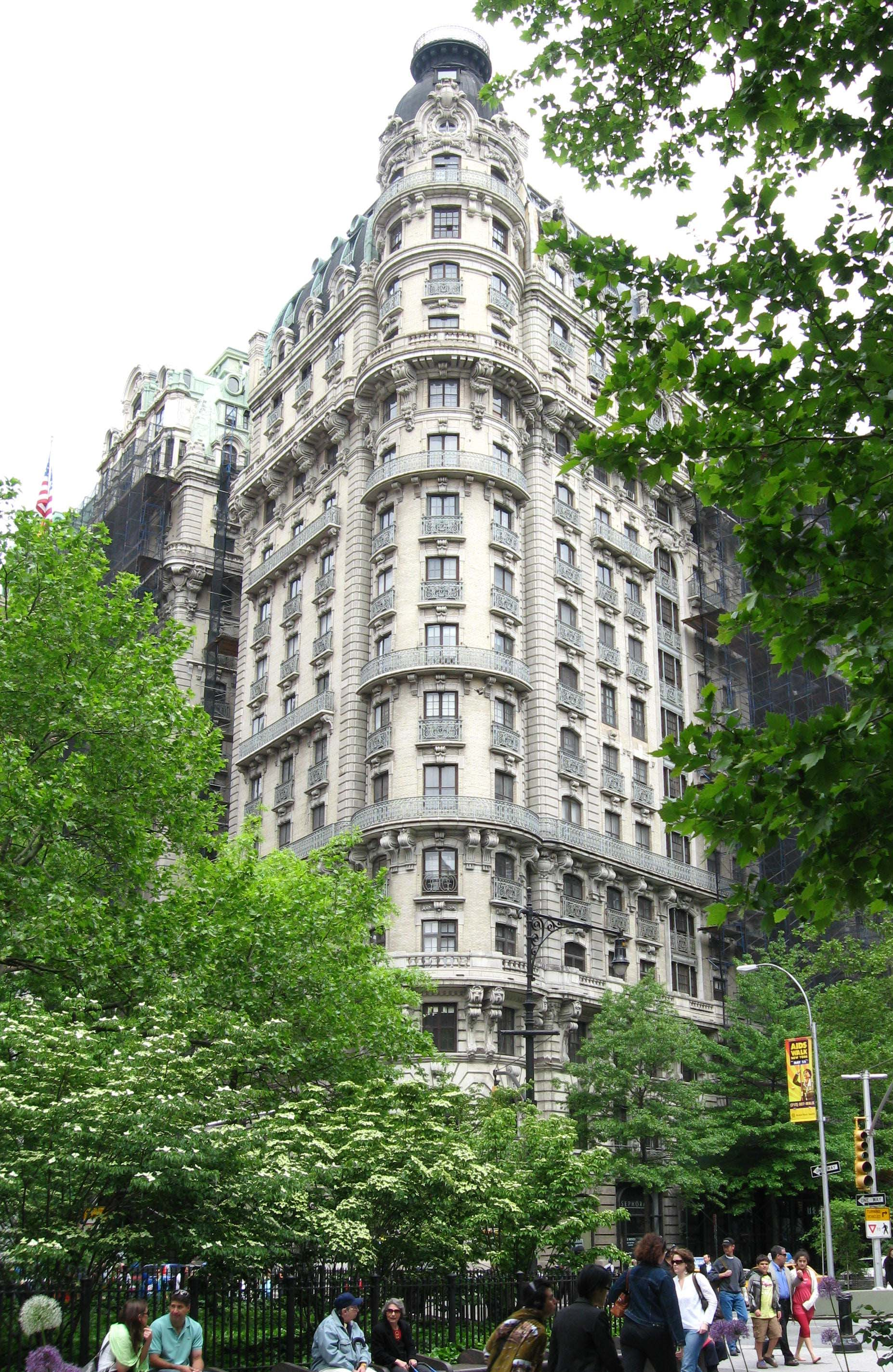
The Ansonia, nordwestliche Sicht
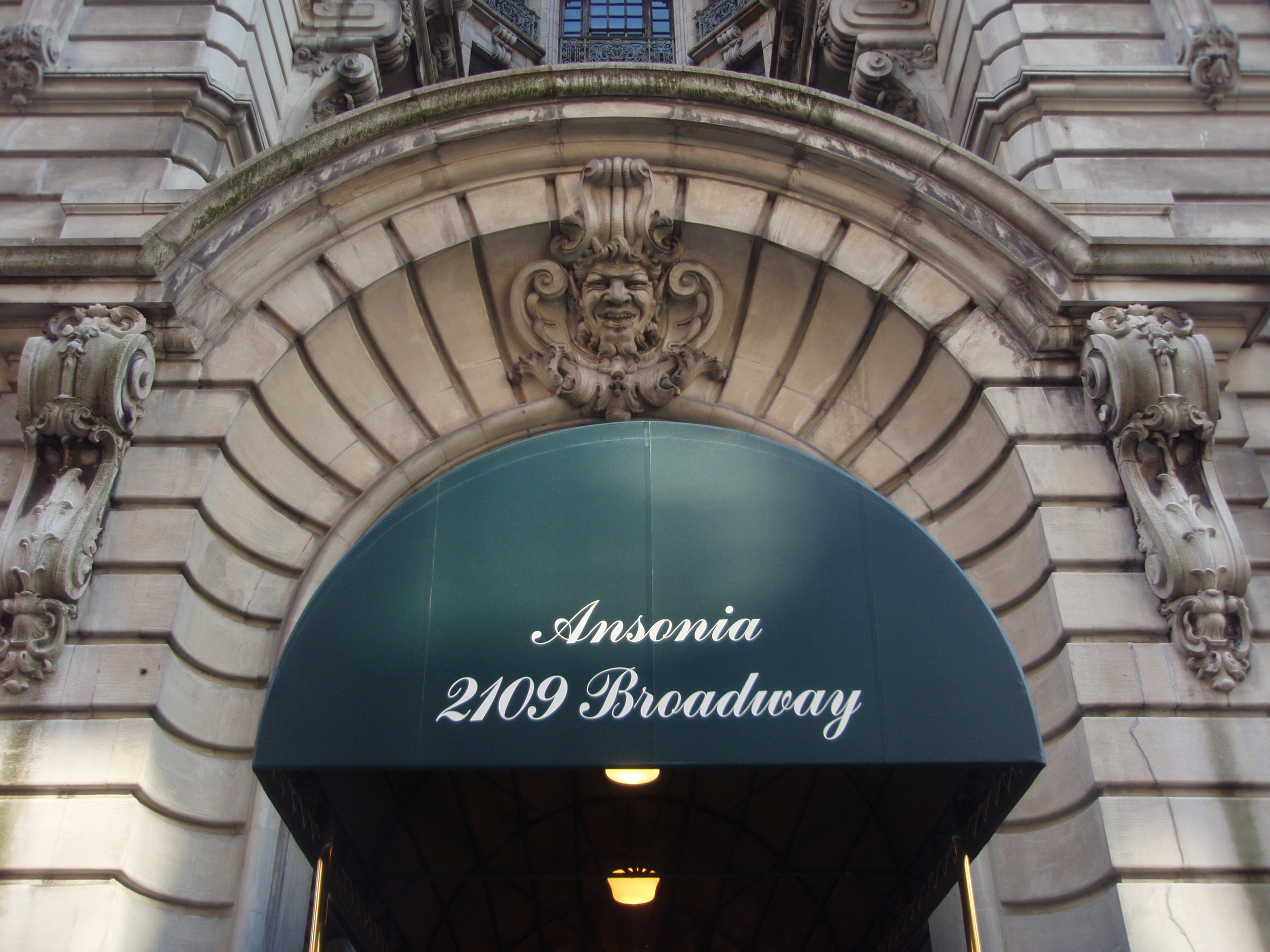
Eingang
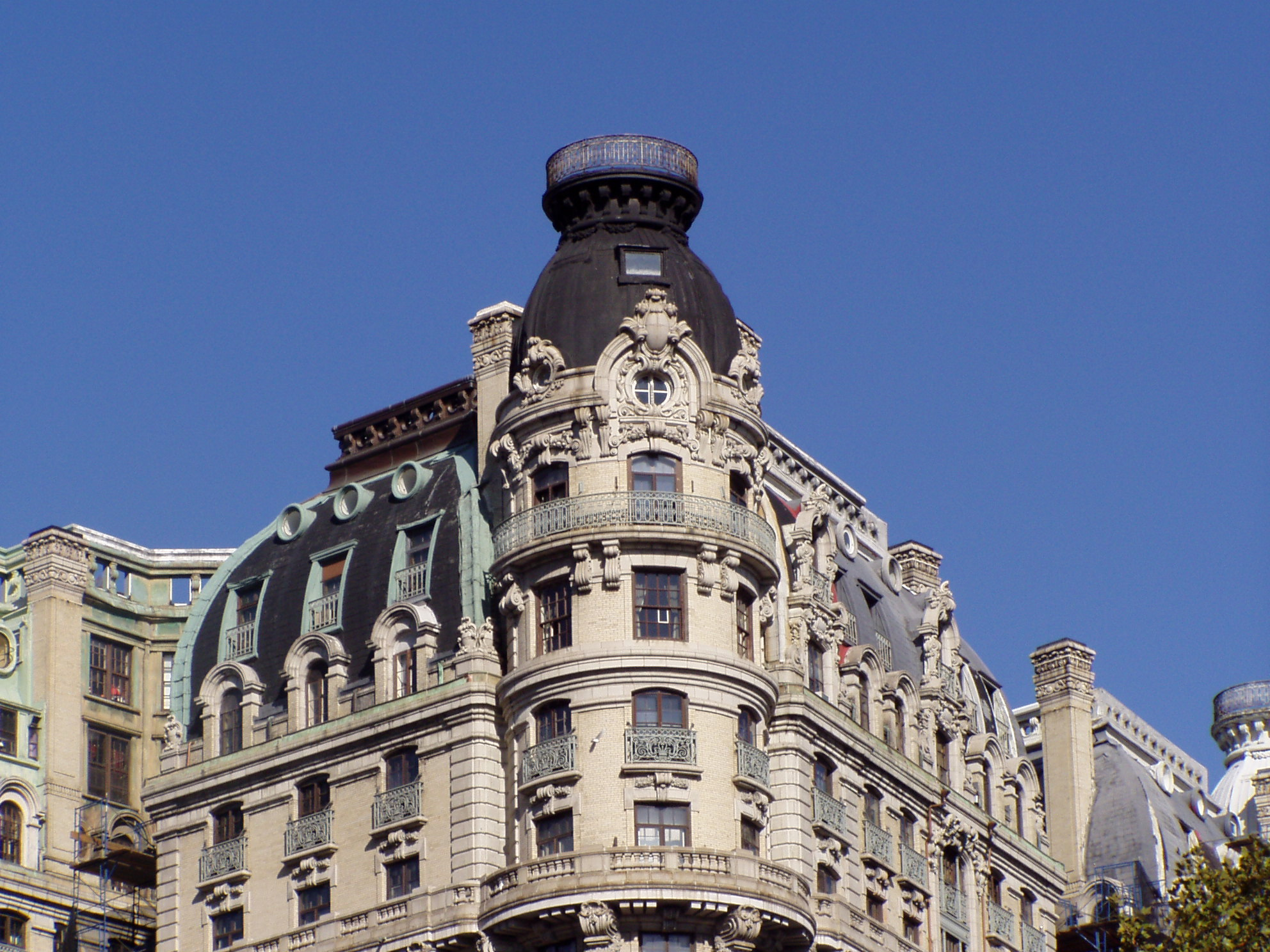
Mansarddach des Ansonia
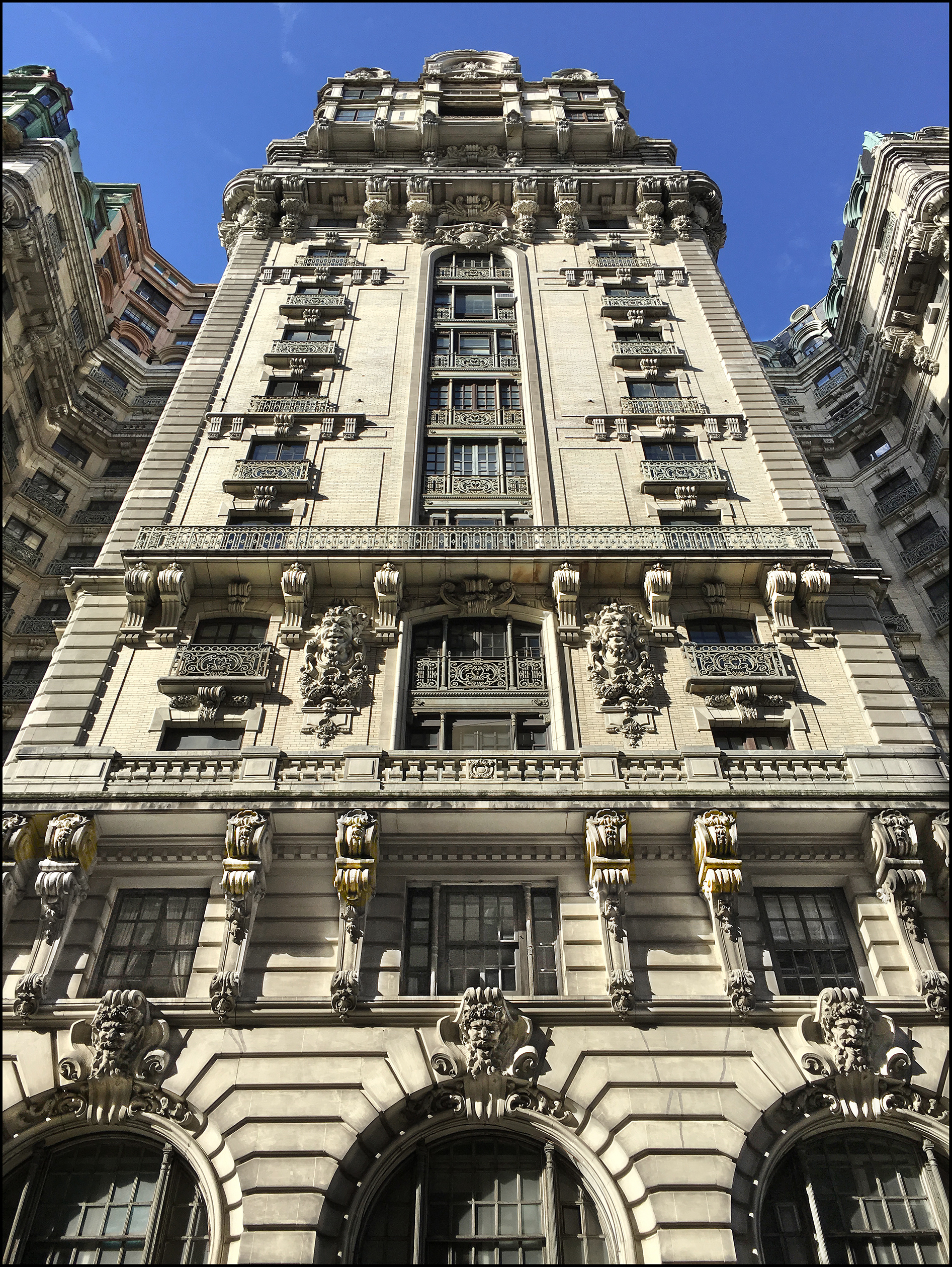
Fassade der Südseite

## Film und Literatur
- In dem von Woody Allen inszenierten Film Hannah und ihre Schwestern erscheint das Ansonia als eines der Lieblingsgebäude des Architekten David Tulchin.
- In dem von Neil Simon geschriebenen Film Die Sunny Boys wohnt die von Walter Matthau gespielte Figur Willy Clark im Ansonia.
- In dem Film Verführung einer Fremden wohnt die von Halle Berry gespielte Reporterin Rowena Price in einer „professionell dekorierten 4-Millionen-Eigentumswohnung in dem überreichen Ansonia Gebäude an der Upper West Side“.[5]
- In der Filmkomödie Uptown Girls – Eine Zicke kommt selten allein lebt die von Brittany Murphy gespielte Molly Gunn im Ansonia.
- In den Filmen Sag kein Wort, mit Michael Douglas und Sean Bean, und Die Super-Ex, mit Uma Thurman und Luke Wilson, ist das Gebäude ebenfalls Schauplatz.
- Die im Jahr 2012 produzierte Fernsehserie 666 Park Avenue spielt in dem Gebäude, wobei es dort The Drake genannt wird und von der Upper West Side zur Upper East Side verlegt wurde.
- Das Gebäude diente als Vorlage für das fiktive Balmoral Gebäude in Jed Rubenfelds Roman Morddeutung.
- Das Ansonia spielt eine zentrale Rolle als mythisches Gangsterschloss in Jerome Charyns elftem Band der Kriminalromanreihe um Isaac Sidel "Unter dem Auge Gottes".
- In der Serie How I Met Your Mother wohnt die Figur Zoey Pierson im Ansonia.
- Der Film Weiblich, ledig, jung sucht … von 1992 spielt zum großen Teil im Ansonia.
- Geschichte und Name des Ansonia waren Inspiration für das fiktive Apartmentgebäude Arconia, Schauplatz der Serie Only Murders in the Building.
- Steven Gaines: The Building of the Upper West Side, New York Magazine, 21. Mai 2005.
- Vitra Design Museum (Hrsg.): Together! The new architecture of the collective. Ruby Press, 2017, ISBN 978-3-945852-15-6 (englisch, Ausstellungskatalog).